# Duane Vermeulen
Daniel Johannes Vermeulen, detto Duane (Nelspruit, 3 luglio 1986), è un ex rugbista a 15 sudafricano che giocava nel ruolo di terza linea centro. Si è ritirato dall'attività agonistica dopo la Coppa del Mondo di rugby 2023 nella quale si è laureato campione del mondo con il Sudafrica per la seconda volta consecutiva, avendo vinto anche nel 2019.

## Biografia
Proveniente dalle giovanili dei Pumas, con la stessa squadra Vermeulen iniziò nel 2005 a giocare in Currie Cup. Dopo due stagioni con i Pumas si unì nel 2007 ai Free State Cheetahs e lo stesso anno fece anche il suo debutto nel Super Rugby con la franchigia dei Cheetahs. Due anni più tardì seguì il suo ex allenatore Rassie Erasmus trasferendosi agli Stormers.
Già Emergering Springbok che fece anche parte della selezione sudafricana che costrinse i British and Irish Lions al pareggio 13-13 durante il loro tour del Sudafrica del 2009, Duane Vermeulen ebbe l'opportunità di mettersi in mostra disputando tutte le partite del Super 14 2010 che vide giungere gli Stormers in finale sconfitti 25-17 dall'altra franchigia sudafricana dei Bulls. Il C.T. del Sudafrica Peter de Villiers lo convocò nella selezione allargata in preparazione per la Coppa del Mondo di rugby 2011, per il suo debutto internazionale Vermeulen dovette comunque attendere il Rugby Championship 2012 giocando da titolare nella partita dell'8 settembre contro l'Australia a Perth.
A coronamento delle sue prestazioni nel 2014, anno in cui fu anche nominato man of the match nella partita vinta 27-25 contro la Nuova Zelanda all'interno del Rugby Championship 2014, Vermeulen ricevette la candidatura al premio miglior giocatore World Rugby dell'anno.
Nel giugno 2015 il terza linea centro firmò un nuovo contratto trasferendosi in Francia con il Tolone. In seguito venne convocato per disputare la Coppa del Mondo di rugby 2015, vincendo con gli Springbok la finale per il 3º posto.

## Palmarès
- Coppe del mondo: 2
Sudafrica: 2019, 2023
- Currie Cup: 3
Free State Cheetahs: 2007
Western Province: 2012, 2014
- Super Rugby Unlocked: 1
Bulls: 2020